# SAGE

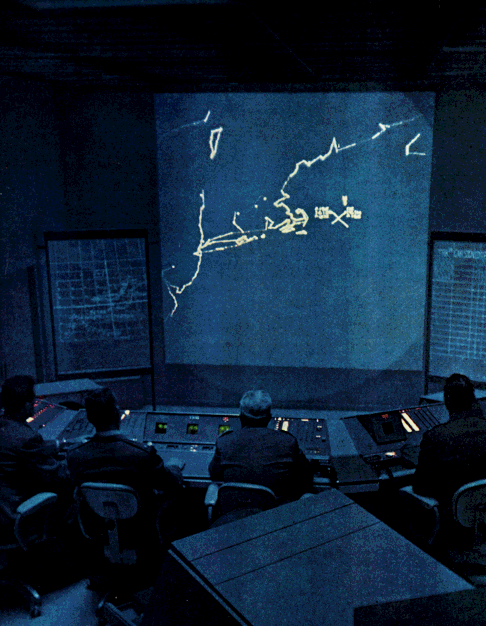
Pomieszczenie kontrolne systemu SAGE

SAGE (ang. Semi-Automatic Ground Environment) – system komputerowy, pierwsza w dziejach sieć komputerowa (służąca celom obrony powietrznej USA). Oddana do eksploatacji w lipcu 1958 roku w McGuire Air Force Base, tworzona od roku 1952 przez IBM współpracy z MIT. System SAGE wykorzystywał komputery pierwszej generacji (lampowe) IBM AN/FSQ-7 (ang. Army-Navy Fixed Special Equipment), znane także jako Q. Komputery te zawierały ponad 58 000 lamp i składały się z ponad 32 milionów części. Używały słów 32-bitowych, miały potężną (na owe czasy) pamięć operacyjną, wykorzystującą technikę rdzeni magnetycznych.

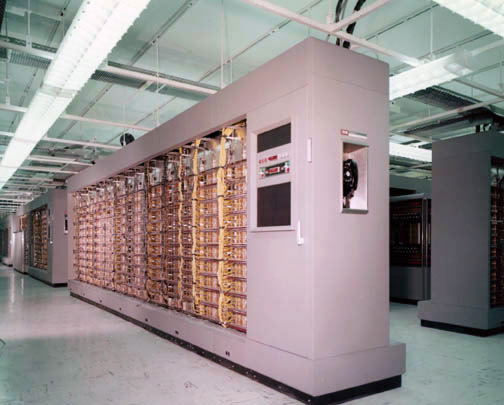
komputer IBM AN/FSQ-7

System SAGE składał się z 26 maszyn tego typu; do roku 1979 siedem z nich nadal pracowało. Stanowisko dowodzenia systemu mieściło się w Luke Air Force Base w pobliżu Phoenix, w stanie Arizona.
Komputery systemu SAGE jako pierwsze na wielką skalę używały transmisji danych poprzez sieć telefoniczną do i ze stacji radarowych (system wykorzystywał setki radarów w USA i Kanadzie; miał 25 regionalnych stanowisk dowodzenia). Mogły się też łączyć bezpośrednio z komputerami pokładowymi samolotów bojowych, informując je na bieżąco o śledzonych celach.
W systemie wykorzystywano urządzenia drukujące Flexowriter, które potrafiły zarówno drukować na specjalnej taśmie papierowej słowa, jak i wycinać w niej dziurki. Na dużą skalę używano też w systemu pióra świetlnego